# Меттью Гадсон-Сміт
Меттью Гадсон-Сміт (англ. Matthew Hudson-Smith; нар. 26 жовтня 1994) — британський легкоатлет, який спеціалізується в бігу на короткі дистанції.

## Спортивні досягнення
Фіналіст (8-е місце) олімпійських змагань з бігу на 400 метрів (2016).
Бронзовий призер чемпіонатів світу в бігу на 400 метрів (2022) та в естафетному бігу 4×400 метрів (2017).
Дворазовий чемпіон Європи у бігу на 400 метрів (2018, 2022). Дворазовий чемпіон Європи в естафетному бігу 4×400 метрів (2014, 2022). Срібний призер чемпіонатів Європи у бігу на 400 метрів (2014) та в естафетному бігу 4×400 метрів (2018). Бронзовий призер чемпіонату Європи в естафетному бігу 4×400 метрів (2016).
Чемпіон Ігор Співдружності в естафетному бігу 4×400 метрів (2014). Срібний призер Ігор Співдружності у бігу на 400 метрів (2022).
Володар двох бронзових медалей на чемпіонаті Європи серед юніорів (2013) — у бігу на 200 метрів та в естафетному бігу 4×400 метрів.
Багаторазовий чемпіон Великої Британії у бігу на 400 метрів.
Триразовий рекордсмен Європи з бігу на 400 метрів — 44,26 (2023); 44,07, 43,74 (обидва — 2024).